# اوستروونکا
اوستروونکا (به لهستانی:  Ostrołęka) یک منطقهٔ مسکونی در لهستان است که در استان ماسوویان واقع شده‌است. اوستروونکا ۲۹٫۰۰ کیلومتر مربع مساحت و ۵۲٬۷۹۲ نفر جمعیت دارد و ۹۲ متر بالاتر از سطح دریا واقع شده‌است.

## خواهرخوانده
شهر بالاشایارمات خواهرخواندهٔ اوستروونکا هست.